# Carex latebracteata
Carex latebracteata là một loài thực vật có hoa trong họ Cói. Loài này được Waterf. mô tả khoa học đầu tiên năm 1954.